# 士瓦本公國
士瓦本公國是中世紀東法蘭克王國五個部落公國之一，公國的公爵是德意志地區最強大的諸侯。 
士瓦本的名稱是來自古代日耳曼人的一支蘇維匯人，中世紀中期公國存在的時期有時亦與另一地名「阿勒曼尼亞」交替使用。阿勒曼尼亞地區位於萊茵河與多瑙河之間的地帶，於當地居住的部落稱為阿勒曼尼人。後來不斷有其他日耳曼部落遷入此地，直至11世紀開始這地開始流行使用「士瓦本」的名稱。
5世紀末法蘭克王國佔領當地後，法蘭克人委派了王權伯爵統治。10世紀初開始，阿勒曼尼亞地區的伯爵逐漸脫離正不斷衰落的東法蘭克王國卡洛林王朝，並不斷發生爭奪區內強權的鬥爭。最終來自拉埃提亞邊疆藩侯家族的伯爵布爾夏德獲廣泛承認為士瓦本公爵，這亦被視為士瓦本公國的開端。
統治士瓦本公國的家族之中，最為人記得的相信就是霍亨斯陶芬王朝。家族自1079年起統治士瓦本公國，一共統治了189年。在統治士瓦本的這段時間，很多士瓦本公爵亦同時身兼神聖羅馬皇帝。 
11世紀末與12世紀初開始不斷有地區脫離公國形成新的國家，例如符騰堡伯國和巴登藩侯國等等。士瓦本公國一直存續至1268年，最後一任士瓦本公爵康拉丁被處決後，公國正式滅亡。公國之後被瓜分成多個國家。1273年羅馬人民的國王魯道夫一世嘗試恢復士瓦本公爵的稱號，並將稱號授予其最小的兒子，日後的魯道夫二世。魯道夫二世之後再將稱號授予兒子約翰，但約翰1313年死後無嗣，這標誌著「士瓦本公爵」這個虛銜的結束。

## 歷史

### 起源
士瓦本地區，或者是阿勒曼尼亞地區的歷史最早可追溯至公元496年，法蘭克王國奠基人克洛維一世打敗了在士瓦本地區的阿勒曼尼人，將當地納入法蘭克人的統治之下。法蘭克人於當地委任公爵統治，而這些公爵並不附屬法蘭克國王。7世紀時士瓦本地區的部落改信基督教，在奧格斯堡與康斯坦茨均設立采邑主教，而8世紀時則於賴興瑙島和聖加侖建立了修道院。
基本上當地的阿勒曼尼人並不受法蘭克人所管束，但於730年法蘭克王國宮相查理·馬特開始削弱阿勒曼尼人的自主權，查理的兒子矮子丕平廢黜了所有部落公爵，改為委派王權伯爵統治當地。公國的領土被分成多個行政區或伯國，這個地區的劃分一直持續至中世紀。公國地區主要被萊茵河、康斯坦茨湖、萊希河和法蘭克尼亞公國所包圍。其中萊希河分隔開阿勒曼尼亞與巴伐利亞公國，但這並未造成兩地之間民族上或地理上的差異，反而兩地部落之間有很好的聯繫。

神聖羅馬帝國內的士瓦本圈

十世紀初，正當東法蘭克王國的卡洛林王朝不斷衰落之際，阿勒曼尼亞地區的伯爵亦逐漸脫離中央的控制，他們並且與康斯坦茨采邑主教爭奪區內的領導地位。在區內眾伯爵家族之中為首的是拉埃提亞伯爵家族，有時他們亦被稱為拉埃提亞邊疆藩侯。而家族當中其中一人，布爾夏德成為了阿勒曼尼亞公爵，稱布爾夏德一世。布爾夏德成為了阿勒曼尼亞地區的強者，並逐漸無視東法蘭克國王康拉德一世的權威。他的強權最終引起區內其他勢力的不滿。他與國王的主要支持者，士瓦本王權伯爵厄爾申格與康斯坦茨采邑主教所羅門三世的同盟發生衝突。結果布爾夏德本人戰敗被俘，並於911年以叛逆罪被處死。布爾夏德兒子布爾夏德二世與妻子流亡意大利。
之後厄爾申格與弟弟貝特霍爾德取代布爾夏德，成為區內部落中最強大的兩位伯爵。913年，厄爾申格與國王康拉德一世鬧翻，雖然他們之間存在嫌隙，但康拉德一世之後仍然迎娶了厄爾申格的妹妹康妮甘迪，這場政治聯姻讓他成為國王康拉德於士瓦本地區的代理人。同一時間，布爾夏德二世亦從流亡之中回到士瓦本，並接收了父親之前的財產和封號。不久之後厄爾申格亦與所羅門三世反目成仇，同盟破裂。914年所羅門三世縮減了厄爾申格的收入，厄爾申格因此囚禁了所羅門三世。康拉德一世反對厄爾申格的所為，他釋放所羅門三世並將厄爾申格流放。
一年後厄爾申格回到了士瓦本，並與他的姪子巴伐利亞公爵阿努爾夫和前敵人布爾夏德二世聯合抵抗馬扎爾人的入侵。取勝之後厄爾申格與布爾夏德二世轉而對抗國王康拉德，結果兩人915年於施托卡赫擊敗了國王，厄爾申格自稱為士瓦本公爵。但於916年9月於霍亨阿爾泰姆所召開的一次法庭之中，厄爾申格被指冒犯了國王和主教而被判入修道院。結果厄爾申格於917年1月21日在國王的指示下被殺，另外他的弟弟貝特霍爾德亦被殺。厄爾申格被殺後，布爾夏德二世瓜分了他的領地，並於919年被當時東法蘭克國王亨利一世正式承認為士瓦本公爵。至此士瓦本公國正式確立。

### 建國初期

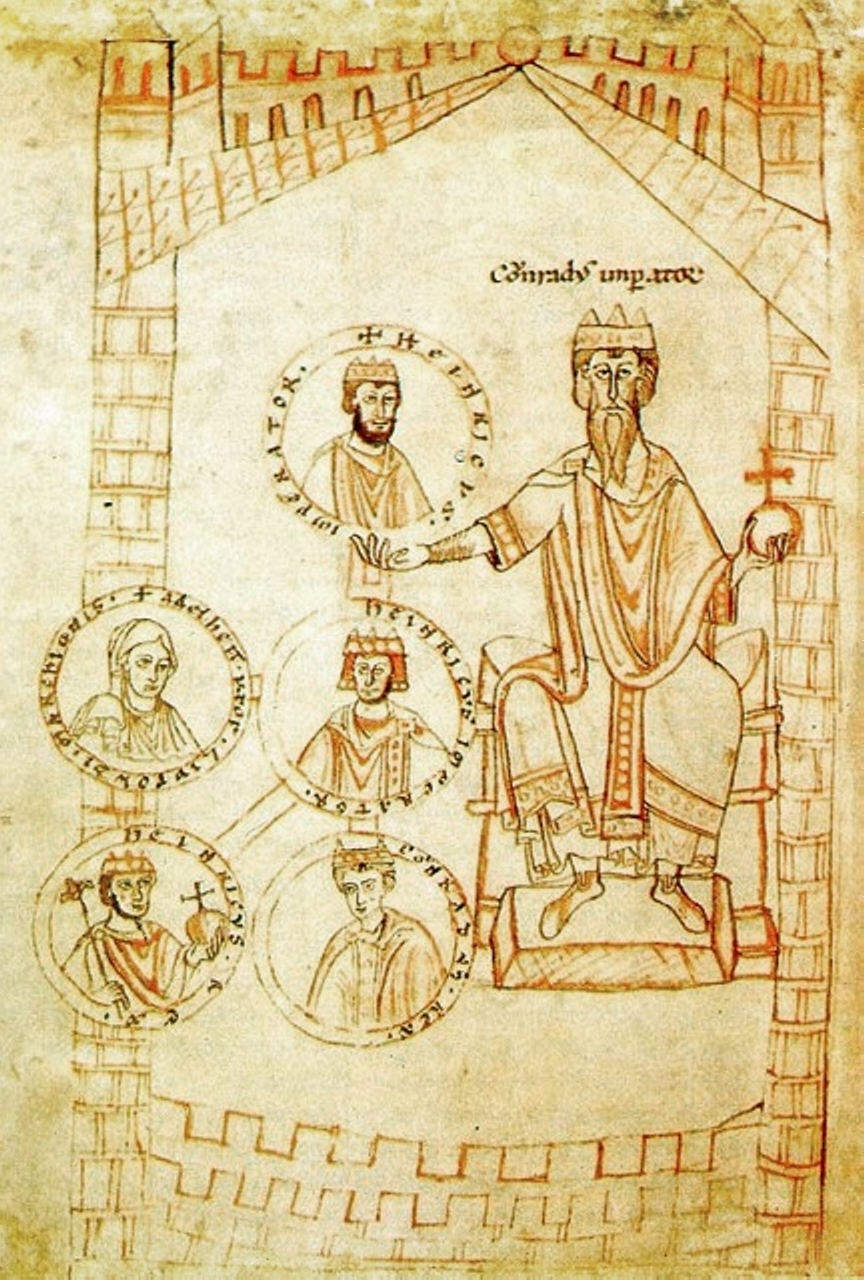
康拉德二世

在布爾夏德二世治下，士瓦本公國事實上是處於自治的狀態，並不受東法蘭克國王的指令。926年布爾夏德二世逝世，法蘭克尼亞公國貴族赫爾曼迎娶了布爾夏德的妻子，並繼承公爵之位，稱赫爾曼一世。948年赫爾曼一世死後，當時國王奧托封已迎娶赫爾曼一世女兒的次子魯道夫為士瓦本公爵。但是奧托亦因此削弱公爵的自主特權，並派遣普法爾茨伯爵到當地看管王室的利益。魯道夫為此反對父親發動叛亂，結果被罷免爵位，改由前公爵布爾夏德二世的兒子繼承，稱布爾夏德三世。之後在這個時期公爵爵位均由不同家族的成員所出任，沒有一個家族能長久統治公國。但基本上所有公爵都忠於薩克森王朝的東法蘭克國王，有可能是受到當地采邑主教的影響。
1012年當時的公爵赫爾曼三世絕嗣而亡，公爵之位傳給了奧地利藩侯恩斯特一世與赫爾曼三世姐姐吉澤拉所生的兒子恩斯特，此為士瓦本公國巴本堡王朝的開始。短短三年後恩斯特逝世，恩斯特長子恩斯特二世繼承公爵。但由於恩斯特二世尚且年幼，因此吉澤拉接管公國政府，並再次嫁予法蘭克尼亞公爵康拉德，日後的羅馬帝國皇帝。康拉德因此暫管士瓦本公國。
但恩斯特二世與後父康拉德二世的關係並不和睦，恩斯特二世致力將羅馬人民的國王勢力逐出公國。即使康拉德二世對恩斯特二世十分寬容，但他仍然先後兩次發動叛亂反對後父康拉德，結果於1027年恩斯特二世最終被囚禁，但仍然保留公爵稱號，一年後獲釋，但實權掌握在母親吉澤拉手上。1030年恩斯特二世拒絕為國王之子亨利打擊國王的敵人，到此恩斯特二世的爵位始被剝奪。之後不久恩斯特二世在一次與康斯坦茨采邑主教之間的衝突中被殺，恩斯特的弟弟赫爾曼成為新任公爵，為赫爾曼四世。1038年赫爾曼四世意外逝世，康拉德二世封自己兒子亨利為公爵，巴本堡王朝結束。至此之後數十年士瓦本公國再次由多個家族統治。

### 霍亨斯陶芬王朝

霍亨斯陶芬王朝徽章

1057年韋爾夫家族的萊茵費爾登的魯道夫成為新任公爵，但1077年他被選為亨利四世的敵對國王，但他在士瓦本並不能夠得到支持，結果魯道夫遭亨利四世剝奪領地。由於腓特烈一世·馮·斯陶芬堅定追隨亨利四世對抗魯道夫，因此亨利四世結果封予他公爵之位，成為公爵腓特烈一世。這開啟了霍亨斯陶芬王朝統治士瓦本的時代。
霍亨斯陶芬王朝早期增加了士瓦本地區的王權，並持續獲得帝國皇室的穩定支持，但是教會的影響力仍然強大。1105年腓特烈一世逝世，公爵由兒子腓特烈二世繼承。於叔叔亨利五世死後，腓特烈二世曾參選羅馬人民的國王，獲得弟弟法蘭克尼亞公爵康拉德和數個家族支持。但結果腓特烈二世敗給了薩克森公爵洛泰爾。之後兩人之間展開了衝突，結果腓特烈二世戰敗，最後腓特烈二世與洛泰爾二世兩人和解。後來洛泰爾二世死後康拉德被推舉為羅馬人民的國王，腓特烈大力支持弟弟對抗韋爾夫家族。

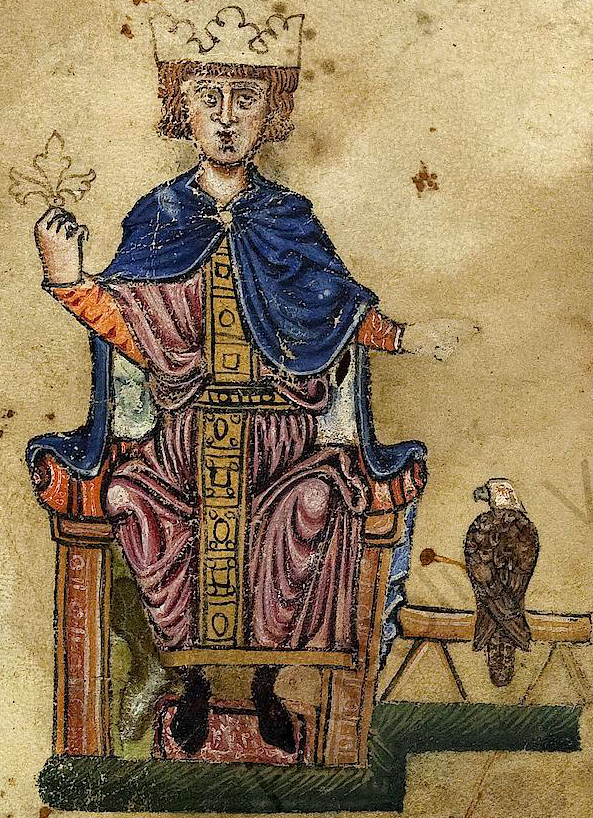
腓特烈二世

1147年腓特烈二世逝世，兒子腓特烈繼位，成為腓特烈三世。1152年叔叔康拉德三世死後，腓特烈三世與班貝格主教爭取王位。腓特烈三世聲稱自己比康拉德三世的六歲兒子（後來的士瓦本公爵腓特烈四世）更適合成為國王。結果腓特烈成功成為國王，成為羅馬人民的國王腓特烈一世，1155年獲教宗加冕為神聖帝國皇帝。在王位鬥爭之中腓特烈一世獲得大片士瓦本地區的轉讓，直至奧托四世統治之前士瓦本公國仍然掌握在皇室手中。
1196年菲利普成為新任公爵，但在他的這段統治時期不斷與韋爾夫家族爭奪羅馬人民的國王與神聖帝國皇帝的繼承權。菲利普1198年3月曾經被選為羅馬人民的國王，並於同年9月8日於阿亨被加冕為王。但同時菲利普的敵人亦推舉韋爾夫家族獅子亨利的次子不倫瑞克的奧托為敵對國王，稱奧托四世。教宗英諾森三世曾經支持奧托，之後又反而支持菲利普。結果菲利普於1209年10月遇刺身亡，奧托才被正式確立為國王和士瓦本公爵，霍亨斯陶芬王朝對士瓦本的統治暫時中斷。
但奧托四世與教皇英諾森三世的衝突並未結束，不久之後兩人徹底決裂。1212年教皇於紐倫堡會議封亨利六世的兒子腓特烈為新的羅馬人民的國王，並將奧托四世逐出教會，奧托四世被迫回到德意志。但是腓特烈二世只在南德意志地區獲得承認，包括韋爾夫家族統治的薩克森公國在內的北德意志地區，奧托四世仍然獲得擁戴。但是後來奧托四世於布汶戰役戰敗，這讓奧托四世必須讓出所有韋爾夫家族領地，包括新取的士瓦本公國。奧托本人退到不倫瑞克-呂訥堡公國，不再提出王位要求。
1215年德意志諸侯在教宗支持下再次選出腓特烈二世成為羅馬人民的國王，1220年11月12日腓特烈更被加冕為神聖羅馬帝國皇帝。早年他將士瓦本封給了兒子亨利。但1235年亨利發動叛亂而被腓特烈二世剝奪繼承權，士瓦本公爵改由他另外一個兒子康拉德所繼承，稱康拉德四世。
這一個時期士瓦本公國誕生了多位羅馬人民的國王與神聖羅馬皇帝，士瓦本在這個時候對德意志的影響力達到最高峰。但是同時多個霍亨斯陶芬王朝的君主與教宗勢力的鬥爭亦最終導致了王朝的倒台與士瓦本公國的滅亡。

### 公國的消亡

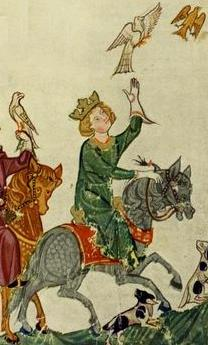
康拉丁

康拉德四世是霍亨斯陶芬王朝最後一位羅馬人民的國王，他終身都跟羅馬教廷的勢力抗爭。1251年康拉德四世入侵意大利，希望清除教廷的勢力，並確立自己成為西西里國王。但最終直至1254年康拉德四世死前，他仍然不能搖動教廷的勢力，相反繼任的兒子康拉丁仍然年幼，將更難以抵抗教廷勢力。康拉丁年幼時受到監護人，舅舅路德維希二世的照顧，路德維希二世更幫助康拉丁保留了士瓦本公國領地。康拉丁取得了耶路撒冷國王和西西里國王的稱號之後，1262年康拉丁正式掌管士瓦本公國，一年中有部分時間會留在士瓦本。
教廷一直希望能夠安插一位非霍亨斯陶芬王朝的君主為西西里國王，以消除王朝對意大利地區的影響。到教宗歷山四世時教廷仍然持續打擊霍亨斯陶芬王朝的政策，教宗向擁有霍亨斯陶芬王朝血統的卡斯蒂利亞的阿方索提出將日後霍亨斯陶芬王朝於德意志的領土（包括士瓦本公國）封予給他，並阻止康拉丁當選羅馬人民的國王，以獲取他的支持。
在康拉德四世死後而康拉丁尚且年幼的時期，康拉德的弟弟曼弗雷迪拒絕讓西西里向教宗英諾森四世投降，反而自行成為了康拉丁於西西里王國的攝政。曼弗雷迪之後與教廷周旋，1254年曼弗雷迪被教宗逐出教會，但他最終仍然成功保衛了西西里王國。1258年曼弗雷迪收到了康拉丁逝世的假消息，因此曼弗雷迪自行登基為西西里國王，之後即使得知康拉丁尚且健在，曼弗雷迪仍然沒有遜位。教皇派的意大利城邦促請康拉丁率軍進軍意大利，但康拉丁的代表路德維希二世拒絕。1266年新任教宗克勉四世冊封了法蘭西王國王路易九世的弟弟安茹的查理為西西里國王，查理於貝內文托戰役擊殺了曼弗雷迪，佔領了意大利南部。這次到皇帝派的意大利城邦要求康拉丁率軍擊敗查理，「解放意大利」。

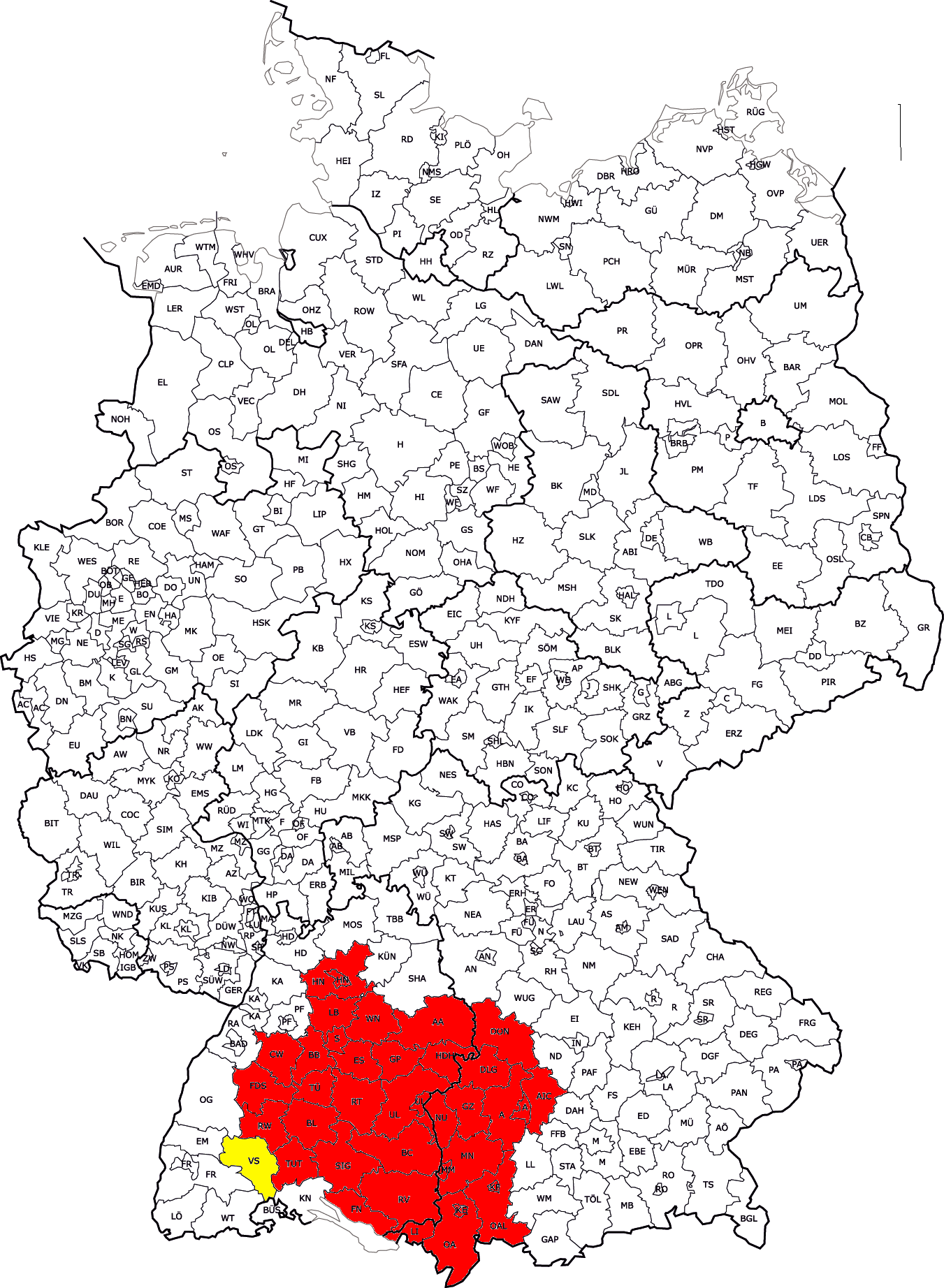
以前士瓦本於現代德國的部分

因此康拉丁正式入侵意大利，與新任教宗克勉四世和查理的同盟作戰，以奪回遭查理佔領的西西里王國。康拉丁的聯軍勢如破竹，多個意大利城邦均歡迎聯軍進駐。很快西西里王國大部分地區都落入聯軍手上，唯獨巴勒莫與墨西拿兩城仍忠於查理。除此之外，卡拉布里亞與普利亞地區亦爆發反查理的叛亂。在康拉丁攻入西西里後曾經承諾將士瓦本公國的繼承權讓給區內的符騰堡伯爵烏爾里希二世，但是這個安排最終沒有實現。1267年11月康拉丁被逐出教會。正當康拉丁聯軍看似將取得勝利之際，1268年8月23日，在塔利亞科佐戰役中康拉丁聯軍被查理擊敗，康拉丁逃離戰場後不久被俘。最後同年的10月29日，康拉丁在那不勒斯被斬首處決。
在康拉丁死後，霍亨斯陶芬王朝所有男性後裔全部逝世，家族滅絕。而士瓦本公國的中央機構解體，公國的領土被區內的伯爵所瓜分，包括符騰堡伯爵、巴登藩侯、杜賓根王權伯爵、霍亨索倫伯爵等等。自此士瓦本公國正式滅亡。
康拉丁死後，羅馬人民的國王魯道夫一世一直嘗試恢復士瓦本公爵的稱號，但是稱號亦只是傳到了第三代，奧地利公爵魯道夫二世之子約翰，更重要的是這三位公爵均沒有控制士瓦本地區的實權，士瓦本地區事實上一直處於分裂狀態。在約翰死後士瓦本公爵的稱號亦消失。
多個世紀之後的1512年，當皇帝馬克西米連一世將全帝國各地區分為不同帝國行政圈的時候，在前士瓦本公國範圍的一個行政圈，被稱為士瓦本行政圈。這個行政圈覆蓋了以前的士瓦本地區，包括符騰堡王國、黑森大公國和巴伐利亞王國的西部地區。雖然「士瓦本」一詞偶爾可以解作前士瓦本公國所包含的地區，但現在「士瓦本」一詞已被引申為現代以奧格斯堡為首府的巴伐利亞邦士瓦本行政區。